# Hex-2-enal
2-hexenal is een organische verbinding die behoort tot de aldehyden. Het is een onverzadigde verbinding met een dubbele binding, en komt in twee isomere vormen voor, trans- (of (E-)) en cis- (of (Z-))-2-hexenal. De trans-isomeer is het belangrijkst en wordt veel gebruikt in cosmetica en aromastoffen.

## Voorkomen
Trans-2-hexenal is een vluchtige stof (in het Engels een "green leaf volatile" of GLV) die voorkomt in vele planten. Samen met cis-3-hexenal behoort de stof tot de vluchtige aldehyden die verantwoordelijk zijn voor de "groene" reuk en smaak. Het komt ook vrij bij de mechanische beschadiging van plantendelen of vruchten, onder meer bij het kauwen van een appel of de maceratie van theebladeren. De biosynthese van trans-2-hexenal gebeurt door enzymatische omzetting van het onverzadigde alfa-linoleenzuur naar cis-3-hexenal dat dan wordt omgezet in het isomere trans-2-hexenal door een isomerase-enzym.
Als de rupsen van de tabakspijlstaart (Manduca sexta) knagen aan de bladeren van de wilde tabaksplant Nicotiana attenuata, zetten zij op die manier ook trans-2-hexenal vrij, dat een feromoon is en roofwantsen aantrekt die op de rupsen jagen. Dit schijnbaar zelfvernietigend gedrag zou verklaard kunnen worden doordat de stof ook een voordeel heeft voor de rupsen: het is een sterk antibioticum dat schadelijke micro-organismen in de voeding doodt.

## Synthese
Trans-2-hexenal is commercieel belangrijk. Het kan uit planten geëxtraheerd worden en het wordt ook synthetisch bereid. Dit kan gebeuren door de oxidatie van 2-hexen-1-ol met chroomzuur; de dehydratie van 2-hexeen-1,4-diol; of de omzetting van dicyclohexylperoxide in een waterige oplossing van een palladiumverbinding.

## Eigenschappen
2-hexenal is een kleurloze vloeistof. Het is een vluchtige, ontvlambare stof. Ze is onoplosbaar in water. Ze heeft een scherpe, groene bladgeur. Bij verdunning wordt dit een aangename appelgeur.

## Toepassingen
In parfums gebruikt men 2-hexenal voor het toevoegen van "groene noten"; in voedingsmiddelen wordt het gebruikt als smaakstof. Het heeft een anti-microbiële en fungicide activiteit, en kan gebruikt worden om de vorming van mycotoxines in tabak te verhinderen.
Als feromoon kan het ingezet worden tegen de bedwants.